# مسجد أمير الجيوش (بلبيس)
مسجد أمير الجيش ، هو أحد المساجد التي انشئت في عصر الدولة الايوبية في مصر ، يقع بمدينة بلبيس بمحافظة الشرقية.

## وصفه
يتكون من مربع في أركانه حنية كبيرة بداخلها حنية ثانية وفوق الحنيات الأربعة القائمة في أركان المربع ترتفع رقبة مثمنة بها أربع نوافذ. وفوق الرقبة تقوم القبة وفي الضلع الشرقي للضريح أقيم مسجد بسيط يتكون من مستطيل به صفان من الأعمدة القسمة إلى ثلاثة أروقة موازية للقبلة وبوسط المسجد فتحة مربعة لها رقبة بها نوافذ صغيرة للإضاءة والتهوية. وللمسجد باب في كل ضلع من أضلاعه عدا حائط القبلة ويرجع مبنى الضريح القائم حاليا إلى العصر العثماني ، أما المسجد فمبانيه حديثة.

## روابط خارجية
- آثار القاهرة الإسلامية نسخة محفوظة 31 مايو 2014 على موقع واي باك مشين.